# Orden de Gagarin
La Orden de Gagarin (en ruso: Орден Гагарина) es una condecoración estatal de la Federación de Rusia establecido por Decreto del Presidente de la Federación Rusa N.º 385 del 27 de mayo de 2023 «Sobre el establecimiento de la Orden de Gagarin», destinada a recompensar los méritos de los ciudadanos de Rusia y extranjeros en el campo de la astronáutica.

## Historia
El cosmonauta soviético Yuri Gagarin se convirtió en la primera persona en realizar un vuelo espacial; Gagarin, lanzado el 12 de abril de 1961 al espacio en la nave espacial Vostok 1, dio la vuelta al mundo en 1 hora y 48 minutos, después de lo cual regresó sano y salvo a la Tierra.
El 12 de abril de 2023, el director general de Roscosmos, Yuri Borísov, dijo que el presidente ruso, Vladímir Putin, había aprobado la propuesta de Roscosmos para establecer una orden que llevara el nombre del primer cosmonauta del planeta Yuri Gagarin. Finalmente, Putin aprobó el establecimiento de la condecoración mediante el Decreto del Presidente de la Federación Rusa N.º 385 del 27 de mayo de 2023 «Sobre el establecimiento de la Orden de Gagarin».

## Estatuto de concesión
De acuerdo con el estatuto de concesión de la condecoración, los ciudadanos de la Federación de Rusia reciben la Orden de Gagarin, por
- La implementación exitosa de un vuelo espacial tripulado, un programa de vuelo espacial tripulado para la exploración, exploración y uso del espacio ultraterrestre
- Servicios sobresalientes en la organización y ejecución exitosa de vuelos espaciales, el programa de vuelos espaciales para la exploración y uso del espacio ultraterrestre
- Servicios sobresalientes en la implementación de la política estatal en el campo de las actividades espaciales, incluso en interés de la defensa y seguridad de la Federación Rusa
- Servicios sobresalientes en el desarrollo, producción, prueba y operación sin problemas de tecnología espacial y de cohetes, la creación e implementación de nuevas tecnologías y la realización de investigaciones científicas efectivas
- Grandes servicios en la formación de personal científico y de ingeniería

La Orden se puede otorgar a ciudadanos extranjeros por su participación efectiva en la cooperación internacional con la Federación Rusa en el campo de la exploración y el uso del espacio exterior. Los premios también se pueden otorgar a grupos de organizaciones (independientemente de la forma de propiedad) por sus altos logros en el desarrollo de la cosmonáutica nacional (actividades espaciales), en la implementación de la política estatal en el campo de las actividades espaciales, en garantizar la defensa y seguridad de la Federación Rusa en el espacio ultraterrestre.
La insignia de la orden se lleva en el lado izquierdo del pecho y, en presencia de otras órdenes de la Federación de Rusia, se coloca justo después de la insignia de la Orden de Santa Catalina la Gran Mártir. El estatuto permite el uso de una copia en miniatura de la insignia de la orden para ocasiones especiales y posible uso diario en ropa de civil; esta copia en miniatura se coloca justo después de la copia en miniatura de la insignia de la Orden de Santa Catalina la Gran Mártir. Cuando se usa en el uniforme, la cinta de la Orden en la tapeta se lleva después de la cinta de la Orden de Santa Catalina la Gran Mártir. En la ropa de civil, la cinta tiene forma de roseta para colocarse en el lado izquierdo del pecho.

## Descripción

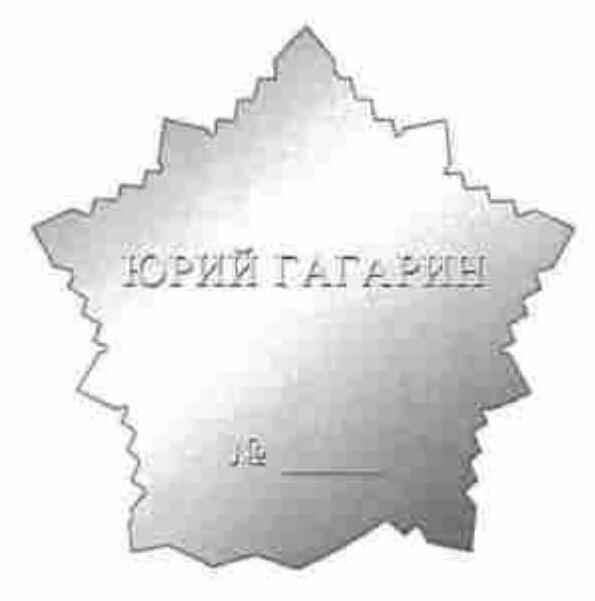
Reverso de la Orden

La insignia de la orden está realizada en plata esmaltada y tiene la forma de una estrella de cinco puntas enmarcada con rayos shtrals de plata. La estrella está recubierta de esmalte azul con una imagen simbólica del cielo estrellado, tres estrellas sobre las que están decoradas con circonitas cúbicas. En el centro de la estrella de cinco puntas hay un retrato del busto de Yuri Gagarin con un casco de presión, medio girado hacia la derecha. Del haz inferior derecho al haz superior hay una imagen simbólica de un cohete despegando, seguido de una larga estela. La distancia entre los extremos de los rayos opuestos de la estrella es de 44 milímetros. En el reverso de la insignia hay una inscripción en relieve «YURI GAGARIN», así como el número de serie de la insignia de la orden.
La medalla está conectada con un ojal y un anillo a un bloque pentagonal cubierto con una cinta de muaré de seda seda azul con franjas longitudinales de los colores de la Bandera de Rusia en el medio de la cinta y rayas azules a lo largo de los bordes de la cinta. El ancho de la cinta es de 24 milímetro, el ancho de las franjas de los colores de la bandera estatal de la Federación de Rusia es de 2 milímetros cada uno, el ancho de las franjas azules también es de 2 milímetros.
En el bloque se usa una copia en miniatura de la insignia. La distancia entre los extremos de los rayos opuestos de la estrella es de 15,4 milímetros, la altura del bloque desde la parte superior de la esquina inferior hasta la mitad del lado superior es de 19,2 milímetros, la longitud del lado superior es de 10 milímetros, la longitud de cada uno de los lados es de 16 milímetros, la longitud de cada uno de los lados que forman la esquina inferior es de 10 milímetros.
Cuando se lleva la cinta de la Orden en el uniforme se utiliza una cinta de 8 milímetros de alto por 24 milímetros de ancho. En la cinta de la Orden en forma de roseta se adjunta una imagen en miniatura de la insignia de la orden hecha de metal esmaltado. La distancia entre los extremos de los rayos opuestos de la estrella es de 13 milímetro. El Diámetro del casquillo es de 15 milímetros.

## Galardonados

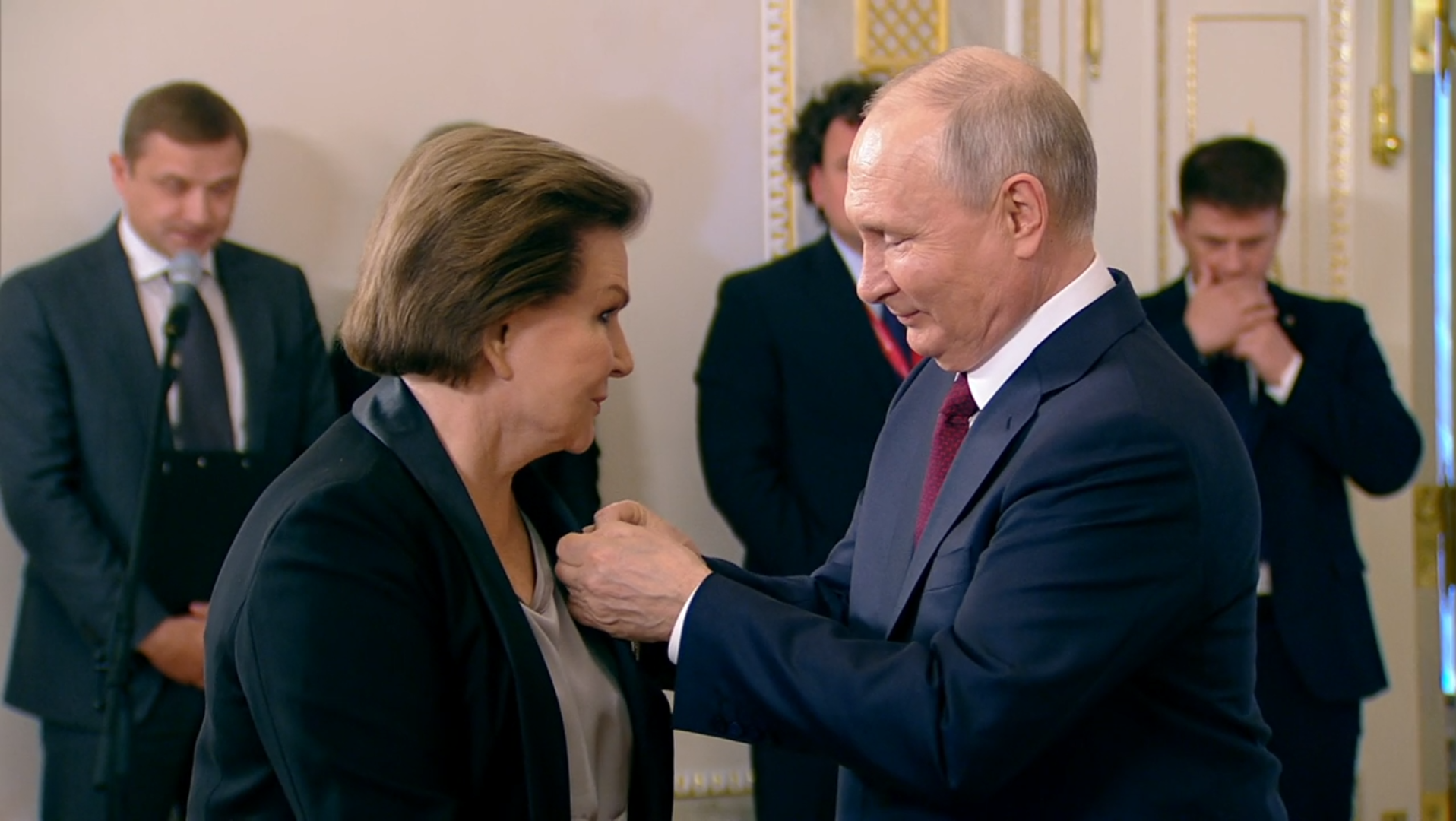
La cosmonauta Valentina Tereshkova fue la primera persona en recibir la condecoración el 16 de junio de 2023 de manos del presidente de Rusia, Vladímir Putin

- Valentina Tereshkova (16 de junio de 2023) - «por sus destacados logros en la exploración del espacio ultraterrestre, el coraje y la dedicación demostrados durante su histórico vuelo espacial tripulado, así como por su activa labor cívica e internacional» y en conmemoración del 60.º aniversario del vuelo de la Vostok-6 que la convirtió en la primera mujer en viajar al espacio.[5][6]
- Anton Shkaplerov (3 de agosto de 2023) - «por su gran contribución al desarrollo de la astronáutica tripulada y el coraje demostrado durante el vuelo espacial de larga duración a la Estación Espacial Internacional».[7]
- Marina Vasileuskaya, Oleg Novitski y Serguéi Prokópiev (12 de abril de 2024) - «por sus grandes servicios a la cosmonáutica tripulada y por el coraje demostrado durante el vuelo espacial de larga duración a la Estación Espacial Internacional».[8]